# Villámos
Villámos (1885-ig Willersdorf, németül Willersdorf) Felsőlövő  településrésze, egykor önálló község Ausztriában Burgenland tartományban a Felsőőri járásban.

## Fekvése
Felsőőrtől 8 km-re északnyugatra a Villámos-patak völgyében, a Villámosi-völgy bejáratánál  fekszik.

## Története
A határában található római kori halomsírok tanúsága szerint területe már az ókorban lakott volt. Határában a Szék-patak elágazásánál 13. századi vár falmaradványait tárták fel, melyet a népnyelv "Schlosshansl"nak nevez és Németújvári Iván gróf rablófészkének tart.  A néphit szerint a gróf lelke ma is hazajár ide.
A  település a 13. században már állt, hiszen ekkor épült temploma is. A helyiek az alapítás évét 1289-re teszik. Villámost 1388-ban "Villyan" néven említik először abban az oklevélben, melyben Zsigmond király a borostyánkői uradalmat a Kanizsai családnak adja zálogba. 1392-ben a Kanizsaiak az uradalom tulajdonát is megkapták. Azt ezt hitelesítő oklevélben a település "Vilyancz" néven szerepel. Borostyánkő várának uradalmához tartozott.
1532-ben elpusztították a Kőszeg várát ostromló török hadak tatár segédcsapatai. 1580 körül a reformáció hatására lakói evangélikusok lettek. 1636-ban a Batthyány család birtoka lett.
Vályi András szerint " VILLERSDORF. Német falu Vas Várm. földes Ura Gróf Batthyáni Uraság, lakosai katolikusok, fekszik Máriásfaluhoz nem meszsze, mellynek filiája; földgye, legelője, fája elég van; büdös kővel, és vitrióllal is nevezetes hasznot hajtanak."
Fényes Elek szerint " Villersdorf, német falu, Vas vmegyében, a borostyánkői uradalomban, 541 evang. lakossal, iskolával, sovány, erdős határral. U. p. Kőszeg."
Vas vármegye monográfiája szerint " Villámos, 76 házzal és 548 németajkú, r. kath. és ág. ev. lakossal. Postája Felső-Lövő, távírója Pinkafő. Itt kezdődik a szépségekben gazdag villámosi völgy. Határában valaha vár volt, de annak már a nyoma sem látszik."
1910-ben 537, túlnyomórészt német lakosa volt. A trianoni békeszerződésig Vas vármegye Felsőőri járásához tartozott. 1921-ben Ausztria Burgenland tartományának része lett. 1971-ben Alsólövő, Határfő és Hamvasd településekkel együtt Felsőlövő része lett.

## Nevezetességei
- Alexandriai Szent Katalin tiszteletére szentelt római katolikus temploma, eredeti 13. századi lőrésszerű ablakkal.
- „Schlosshansl” középkori várának romjai. A vár típusa szerint egy ún. leválasztott vár (Abschnittburg). Az elhatárolást az emelkedő háttértől, amiből egy hátra nyúló csúcs emelkedik ki, egy gerincátvágással oldották meg. Ennek a gyenge pontnak a védelmére egy hatalmas védőfalat építettek, melynek robusztus maradványai még ma is kitűnően látszanak.
- Az egykori népiskola épülete ma kommunikációs centrum.
- Bognármúzeum a régi iskolaépületben.
- Természeti látványosság a festői Villámosi-völgy.

## Külső hivatkozások
- Felsőlövő hivatalos oldala
- Villámos a dél-burgenlandi térség  községeinek weboldalán
- Képek a településről
- Villámos vára a magyar várak honlapján[halott link]